# Ulochlaena datina
Ulochlaena datina är en fjärilsart som beskrevs av Charles Oberthür. Ulochlaena datina ingår i släktet Ulochlaena och familjen nattflyn. Inga underarter finns listade i Catalogue of Life.